# Hreidmarr
Rose Mother Sucking Hreidmarr o RMS Hreidmarr (nacido Nicolas Saint-Morand) es un músico y cantante de black metal francés, más conocido por haber sido vocalista de la banda Anorexia Nervosa.

## Bandas

### Actuales
- The CNK (Count Nosferatu Kommando o Cosa Nostra Klub)[1]

### Pasadas
- Anorexia Nervosa
- Crack Ov Dawn
- Poison Girl 666
- Malveliance
- Suprême MRAP

### Como invitado
Hreidmarr ha aparecido como invitado en las siguientes bandas:
- In Love With Misanthropia - My Darkest Dream - MCD
- Darkness Needs Us - Finnugor
- Underworld - Adagio
- Digital Rock n' Roll - Polytrauma
- Electronik Blakc Mess - Tamtrum